# Samsung Galaxy C7
Samsung Galaxy C7 é um smartphone Android desenvolvido pela Samsung Electronics. Foi anunciado em maio de 2016 e foi lançado em junho do mesmo ano. O telefone tem 32 GB (expansível até 128 GB) de armazenamento interno, 4 GB de RAM e um processador Cortex-A53 Octa-core de 2,0 GHz.

## Especificações

### Software
Em setembro de 2015, os telefones que tinham a Verizon Wireless vinham com o 5.1.1 Lollipop. Enquanto os telefones que tinham uma versão mais antiga, como o Android 4.4.4 KitKat (que costumava vir com), teria uma atualização para o Lollipop.

### Hardware
O Samsung Galaxy C7 tem 32 GB (expansível até 128 GB) de armazenamento interno e 4 GB de RAM. Um cartão microSD pode ser inserido para até 256 GB adicionais de armazenamento. A câmera traseira possui uma resolução de 16 MP, enquanto a câmera frontal é de 8 MP. O telefone tem um CPU Cortex-A53 Octa-core de 2,0 GHz e um GPU Adreno 506. O telefone também é equipado com um scanner de impressões digitais.